# Farní sbor Českobratrské církve evangelické v Chotiněvsi
Farní sbor Českobratrské církve evangelické v Chotiněvsi je sborem Českobratrské církve evangelické v Chotiněvsi. Sbor spadá pod Ústecký seniorát. Sbor vznikl v r. 1947.
Evangelický kostel v Chotiněvsi se stavěl v letech 1950-1953, na návrh českého architekta Bohumila Bareše.
Sbor administruje farář Jiří Šamšula, kurátorkou sboru je Alena Hálová.

## Faráři sboru
- Jan Dus (1961–1964)
- Miroslav Janeba (1964–1965)
- Jan Široký (1965–1969)
- Zdeněk Bárta (1974–1992)
- Martina V. Šeráková (2001–2015)
- Bob Helekia Ogola (2021-2023)